# Synallaxe des marais
Spartonoica maluroides
Genre
Espèce
Statut de conservation UICN

 NT  : Quasi menacé
Le Synallaxe des marais (Spartonoica maluroides) est une espèce d'oiseaux appartenant à la famille des Furnariidae. C'est la seule espèce de genre monotypique Spartonoica.

## Répartition
On le trouve en Argentine, au Brésil et en Uruguay.

## Habitat
Ses habitats naturels sont les marais et les marais salins intermittents.
Il est menacé par la perte de son habitat.